# Келтик-фьюжн
Термином «келтик-фьюжн» (англ. Celtic fusion — кельтский сплав) принято обозначать спектр различных музыкальных жанров, содержащих кельтские мотивы. Элементы кельтской традиционной музыки активно внедряются в самые разные виды современной популярной музыки. Одним из старейших жанров, вбирающих в себя шотландские, ирландские, английские и африканские традиции, является американская народная музыка, которая оказала огромное влияние на все формы американской музыки, включая кантри, блюз и рок-н-ролл.
В 70-х годах XX века, группы, подобные Fairport Convention, Pentangle, Steeleye Span и Horslips, создали уникальную смесь традиционной музыки кельтских народов и рока. Начиная с 1982 года, когда The Pogues изобрели келтик-панк, наблюдается активное внедрение кельтской музыки в другие музыкальные жанры. На сегодняшний день существует большое разнообразие келтик-фьюжн-жанров.

### Келтик-рок
Рождённый в конце 1960-х, этот жанр всё ещё продолжает своё существование. Современные исполнители, такие как Alan Stivell, Gaelic Storm (англ.), Sinéad O'Connor, Peatbog Faeries (англ.), Lenahan, Lordryk, Croft No. 5 (англ.), Enter the Haggis (англ.), The Dreaming, Shooglenifty (англ.), Spirit of the West (англ.), Homeland, Ashley MacIsaac (англ.), Mudmen (англ.) и Great Big Sea (англ.) доказывают жизнеспособность жанра.

### Келтик-панк
Келтик-панк был изобретён группой The Pogues в начале 1980-х и сразу же завоевал популярность после выхода их первого альбома в 1985 году. Среди исполнителей келтик-панка можно отметить Flogging Molly, Dropkick Murphys,The Real Mckenzies, Smiting Shillelagh, Flatfoot 56, Fiddler’s Green, The Vandon Arms, Neck, The Molly Maguires, Mutiny и Black 47 (их музыка содержит также элементы хип-хопа).

### Келтик-хип-хоп
Первой хип-хоп группой с элементами кельтской традиционной музыки, получившей широкую известность, была House of Pain из Лос-Анджелеса. Ирландско-ямайская группа Marxman, на дебютном альбоме которой можно услышать кельтский хип-хоп, с последующими альбомами ушла в сторону электронного и блюзового звучания, которое позже стало основой для возникновения трип-хопа. Музыканты французской группы Manau, образованной в 1998 году, использовали часть композиции «Tri Martolod» Алана Стивелла, за что последний предъявил им судебный иск за нарушение авторских прав. Группа Seanchai and The Unity Squad, возглавляемая Chris Byrne, выпустила альбом «Rebel Hip Hop» (1998), отмеченный использованием живых инструментов вместо семплов, однако успех ей в дальнейшем не сопутствовал. Рэпер Emcee Lynx исполнял кельтский хип-хоп, а в 2005 году сформировал группу Beltaine's Fire, переключившись на смесь хип-хопа, фанка, рока и кельтской музыки.
Иногда термин «келтик-хип-хоп» используют для описания исполнителей, идентифицирующих себя кельтами, и не всегда исполняющих кельтскую музыку.

### Келтик-электроник
Келтик-электроник — это сплав кельтской музыки с современной электронной музыкой. Martyn Bennett, Lorne Cousin и Mark Saul исполняют келтик-электронику, как правило в пользу традиционных инструментов. Другие, как Dagda, воздерживается от традиционных инструментов и исполняют традиционные мелодии на синтезаторах.

### Келтик-нью-эйдж
Келтик-нью-эйдж можно считать разновидностью келтик-электроники, поскольку это тоже сплав кельтской музыки с электронной музыкой, однако в более мягком варианте. Келтик-нью-эйдж исполняют Enya, Afro Celt Sound System и Gary Stadler. Музыка Enya — одна из самых продаваемых в мире.

### Келтик-метал
Творчество таких групп, как Skyclad, Cruachan и Primordial способствовало зарождению нового жанра, — кельтского метала.